# Roussines (Charente)
 Roussines  es una población y comuna francesa, en la región de Poitou-Charentes, departamento de Charente, en el distrito de Confolens y cantón de Montembœuf.

## Demografía
| 577 | 504 | 442 | 396 | 374 | 301 |
| Para los censos de 1962 a 1999 la población legal corresponde a la población sin duplicidades (Fuente: INSEE [Consultar]) |     |     |     |     |     |